# Finska historiska samfundet
Finska historiska samfundet (finska Suomen Historiallinen Seura) är ett samfund grundat 1875 inom vetenskapsdisciplinen historia.
Samfundet ger via Finska Litteraturssällskapet ut forskningspublikationer, arrangerar föredrag, seminarier och kongresser.